# Almost Is Never Enough
«Almost Is Never Enough» (en español: «Casi nunca es suficiente») es una canción de la cantante estadounidense Ariana Grande en colaboración con el cantante británico Nathan Sykes. La canción pop influenciada por el soul fue escrita por Grande, Harmony Samuels, Carmen Reece, Al Sherrod Lambert, Olaniyi-Akinpelu, y su productor, Moses Samuels. Existen dos versiones oficiales de la canción. Una versión corta para la banda sonora de la película Cazadores de sombras: Ciudad de hueso (2013) y fue lanzada el 19 de agosto de 2013 a través de Republic Records como el segundo sencillo promocional de la misma, seguido de «When the Darkness Comes» de Colbie Caillat el 10 de julio. Tiempo después una versión más larga fue remasterizada para incluirse en el álbum de estudio debut de Grande, Yours Truly (2013).

## Antecedentes y composición
La primera versión de «Almost Is Never Enough» con duración de tres minutos y treinta segundos sirvió como sencillo promocional de la banda sonora de la película Cazadores de sombras: Ciudad de hueso (2013) y fue lanzada el 19 de agosto de 2013. La canción en su versión extendida también sirvió como sencillo promocional para el álbum debut de Grande, Yours Truly (2013). Las dos versiones cuentan con la colaboración vocal del Sykes.
La canción fue compuesta por Grande, Harmony Samuels, Carmen Reece, Al Sherrod Lambert, Olaniyi-Akinpelu y Moses Samuels, y producida por este último. «Almost Is Never Enough» está compuesta en la clave de Re mayor. El rango vocal del dúo abarca 2 octavas y 2 notas, desde F #3 a D6.

## Recepción crítica
El dueto recibió una recepción muy positiva. El editor de Idolator, Mike Wass llamó la canción un himno «glorioso» y «conmovedor», y elogió la colaboración entre los dos artistas; «La producción sencilla es intemporal y exhibe magníficamente las potentes cañerías de [Grande], y ¿quien diría que [Sykes] podía cantar de esa manera?, [la canción] es una revelación por todas partes y promete cosas muy buenas para el álbum debut de [Grande].» Brent Faulkner de Star Pulse encontró que el dúo es una mezcla agradablemente sorprendente de elementos modernos y clásicos y señaló que la canción «debería ser sosa pero no es.» Este sentimiento fue reflejado por Andrew Unterberger de Popdust, quien observó que la canción «se las arregla para mantenerse fuera del camino de sus dos talentosos jóvenes vocalistas... y les permite llevarlo con la fuerza de sus voces, y de la canción en sí. El resultado es una balada sorprendentemente madura y clásica». Unterberger también hizo comparaciones con Mariah Carey y su dueto con Boyz II Men en «One Sweet Day», y también el de Brandy y Wanya Morris en «Brokenhearted» en particular.

## Video musical
Un vídeo musical fue subido al canal oficial de Grande en YouTube. El video muestra partes del dúo mientras graban la canción al igual que se muestran algunos cortos de la película.

## Posicionamiento en listas
| Lista (2013-2106)                        | Mejor posición |
| ---------------------------------------- | -------------- |
| Corea del Sur International Chart (Gaon) | 4              |
| Escocia (Scottish Singles Sales Chart)   | 60             |
| Irlanda (IRMA)                           | 56             |
| Reino Unido (UK Singles Chart)           | 49             |
| Estados Unidos (Billboard Hot 100)       | 82             |

### Listas de fin de año
| Lista (2015)                             | Posición |
| ---------------------------------------- | -------- |
| Corea del Sur International Chart (GAON) | 113      |

| Lista (2016)                             | Posición |
| ---------------------------------------- | -------- |
| Corea del Sur International Chart (GAON) | 52       |